# Cornelie Jäger
Cornelie Jäger, geborene Burger (* 5. Mai 1967 in Tübingen) ist eine deutsche Tierärztin und Autorin. Von 2012 bis 2017 war sie die erste Landesbeauftragte für Tierschutz in Baden-Württemberg.

## Leben und Beruf
In Tübingen als zweites von fünf Kindern aufgewachsen studierte Cornelie Burger Tiermedizin in Gießen. Nach Erhalt der Approbation als Tierärztin fertigte sie als Stipendiatin der Studienstiftung des Deutschen Volkes an der Justus-Liebig-Universität in Gießen eine Dissertation über einen möglichen Impfstoff gegen die Zoonose Q-Fieber an. Es schlossen sich mehrere Jahre als wissenschaftliche Mitarbeiterin am Institut für Hygiene und Infektionskrankheiten der Tiere in Gießen an. Für ihre wissenschaftlichen Arbeiten zu Q-Fieber erhielt Cornelie Jäger im Jahr 2002 den Eugen-Grimminger-Preis für Zoonosenforschung.
Nach dem frühen Tod ihres Mannes Konrad Jäger verkaufte Jäger den gemeinsamen Hof in Mittelhessen und wechselte 2003 in die Veterinärverwaltung des Landes Baden-Württemberg. Nach mehreren Stationen in der Veterinärverwaltung in Baden-Württemberg und Thüringen wurde Jäger 2012 zur ersten Landesbeauftragten für Tierschutz in Baden-Württemberg berufen und etablierte eine unabhängige Stabsstelle am Ministerium für Ländlichen Raum und Verbraucherschutz in Stuttgart. Die Stabsstelle der Landesbeauftragten für Tierschutz ist eine Einrichtung mit beratender Funktion – beispielsweise für die Landesregierung. Sie ist auch Anlaufstelle für praktische Fragen von Bürgern zum Thema Tierschutz sowie für Tierschutzverbände und Organisationen, die sich mit dem Tierschutz oder der Tierhaltung beschäftigen.
2017 ließ sich Jäger für ein Jahr beurlauben, um sich einem Sachbuch-Projekt zu widmen, in dem sie die Debatten und Erfahrungen ihrer Tätigkeit als Landestierschutzbeauftragte zusammenfasste. 2018 schied sie aus dem Landesdienst aus und lebt seither als freie Gutachterin und Autorin in Stuttgart und Entringen.
Jäger ist seit 2005 Mitglied von Bündnis 90/Die Grünen. Sie gehörte von 2012 bis 2021 dem Ausschuss Tierschutz der Bundestierärztekammer an und weiterhin dem entsprechenden Ausschuss der Landestierärztekammer Baden-Württemberg.

## Positionen
Als Landesbeauftragte für Tierschutz in Baden-Württemberg engagierte sich Jäger insbesondere für Verbesserungen in der landwirtschaftlichen Tierhaltung. In diesem Zusammenhang setzte sie 2014 die Debatte über eine Kennzeichnung von Fleisch in Deutschland analog zur Herkunftskennzeichnung von Eiern in Gang. In leicht abgewandelter Form wurde eine solche Kennzeichnung inzwischen vom Lebensmitteleinzelhandel aufgegriffen.
Ebenfalls auf eine Initiative von Jäger geht das sogenannte Schalenmodell im baden-württembergischen Jagdrecht zurück. Als erstes Jagdgesetz bundesweit ordnet das baden-württembergische Jagd- und Wildtiermanagementgesetz die dem Jagdrecht unterstellten Tierarten sogenannten Managementgruppen zu (Nutzungs-, Entwicklungs- oder Schutzmanagement).
Jäger plädiert unter anderem für eine Tierwohl-Umlage, um den Umbau der Tierhaltung in Deutschland zu einem nachhaltigen und gesellschaftlich akzeptieren Bestandteil der Landwirtschaft zu finanzieren.
Cornelie Jäger, die selbst für eine Genehmigungsbehörde für Tierversuche gearbeitet hat, positionierte sich immer wieder kritisch zur geltenden Rechtslage, die Belastungen von Versuchstieren und die ihrer Meinung nach zu intransparenten Zulassungskriterien, so in dem Streit um Versuche an Primaten des Tübinger Zentrums für integrative Neurowissenschaften. Zusammen mit Wissenschaftlern und Ethikern, die sich im „Forum Tierversuche in der Forschung“ zusammengeschlossen haben, setzte sie sich für den Ausbau des Fachs Versuchstierkunde ein.
In einer TV-Sendung des Wissenschaftsmagazins Planet Wissen 2016 zum Thema Das Geschäft mit den Haustieren sagte sie: „Ich wünsche mir, dass wir Tiere in ihrer Eigenart wahrnehmen, dass wir sie nicht auf ihren Nutzen reduzieren oder eigene Phantasien auf sie übertragen. Jedes Tier sollte das sein dürfen, was es ist, und mit Verständnis und Respekt behandelt werden.“ Diese Forderung ähnelt dem sogenannten Fähigkeiten-Ansatz der US-amerikanischen Tierethikerin Martha Nussbaum.
Jäger legte 2017 einen Vorschlag für eine Tierschutz-Heimtierverordnung vor, worin Mindestanforderungen an die Haltungsbedingungen der gängigen Heimtiere und die Kenntnisse der Tierhalter formuliert werden.

## Auszeichnungen
- 2002: Eugen-Grimminger-Preis der „Grimminger-Stiftung für Zoonosenforschung“ für ihre wissenschaftlichen Arbeiten über Coxiella burnetii, den Erreger des Q-Fiebers
- 2017: Nieberle-Plakette der Landestierärztekammer Baden-Württemberg.[26]

## Publikationen (Auswahl)
- Ein rekombinantes Protein von Coxiella burnetii als Kandidat für eine Vakzine: Untersuchungen zum Vorkommen des omp-Gens und zur Biosynthese, Reinigung und Antigenität des rekombinanten OMP-Proteins. Dissertation, Gießen 1996.[27]
- mit Heinrich Bottermann: Aufgaben des Amtstierarztes in der Überwachung des Tierarzneimittelverkehrs. In: Eberhard Haunhorst (Hrsg.): Berufsbild Amtstierarzt. Arbeiten im Tier- und Verbraucherschutz. Parey-Verlag, Stuttgart 2008, ISBN 978-3-8304-4105-2, S. 130–152.
- Tierschutzrecht: Eine Einführung für die praktische Anwendung aus amtstierärztlicher Sicht. Verlag R. Boorberg, Stuttgart 2015, ISBN 978-3-415-05539-1; 2., aktualisierte Auflage ebenda 2018, ISBN 978-3-415-06257-3.
- Die Sache mit dem Suppenhuhn. Wie landwirtschaftliche Tierhaltung endlich allen gerecht wird. Eugen Ulmer Verlag, Stuttgart, 2018, ISBN 978-3-8186-0369-4.[28]
- Das Tier und der Nutzen: Wie landwirtschaftliche Tierhaltung endlich allen gerecht wird. Schriftenreihe Bundeszentrale für politische Bildung, Bonn 2019, ISBN 978-3-7425-0385-5.[29]
- mit W. Hornauer und P. Reithmeier: Tierschutzrecht für Landwirte. Eugen Ulmer Verlag, Stuttgart, 2020, ISBN 978-3-8186-0956-6.
- Klimaschutz braucht Moorschutz. Warum Moorböden unsere besondere Aufmerksamkeit verdienen und was wir für sie tun können. Oekom Verlag, München 2020, ISBN 978-3-96238-220-9.[30]
- Die dringlichsten rechtlichen, fachlichen und (damit) ethischen Tierschutzherausforderungen bei der Wildtierhaltung aus der Sicht einer Landestierschutzbeauftragten. In: Eckhard Wiesenthal (Hrsg.): Tiere in Menschenhand. Verlag Müller Rüschlikon, Stuttgart 2021, ISBN 978-3-275-02234-2, S. 104–111.
- Vegane Irrtümer - Warum wir auf gute Tierhaltung nicht verzichten können. Metropolis-Verlag, Marburg 2024, ISBN 978-3-7316-1575-0